# Liste der Monuments historiques in Templemars
Die Liste der Monuments historiques in Templemars führt die Monuments historiques in der französischen Gemeinde Templemars auf.

## Liste der Objekte
| Bezeichnung                     | Beschreibung                | Standort                       | Kennzeichnung | Schutzstatus | Datum | Bild |
| ------------------------------- | --------------------------- | ------------------------------ | ------------- | ------------ | ----- | ---- |
| Altar und ehemaliger Kanzelkorb | Eichenholz, 17. Jahrhundert | in der Kirche St-Martin (Lage) | PM59007647    | Inscrit      | 1973  |      |